# Dances to the rhythm of spring (Mertens)
Dances to the rhythm of spring is een driedelige compositie voor fanfare van de Nederlandse componist Hardy Mertens uit 2002. Het werk is gecomponeerd voor de Fanfare "St. Cecilia", Helden. De compositie was op het 16e Wereld Muziek Concours te Kerkrade in 2009 in de sectie het verplichte werk voor fanfareorkesten in de 1e divisie. De beste uitvoering tijdens dit concours werd gebracht door Fanfareorkest Brass-aux-Saxes uit Westerlo (België), dat de titel in de eerste divisie wegkaapte. Het Belgische toporkest kreeg van de jury voor haar uitvoering maar liefst 97% van de punten.